# Just for Laughs
Just for Laughs (en francés: Juste pour rire, y resumido como Just for Laughs), es un festival de comedia que se celebra cada mes de julio en Montreal, Quebec, Canadá. Fundado en 1983, es el festival internacional de comedia más grande del mundo.

## Historia

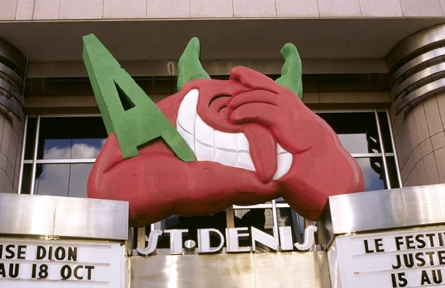
Teatro Saint-Denis en Montreal con Victor

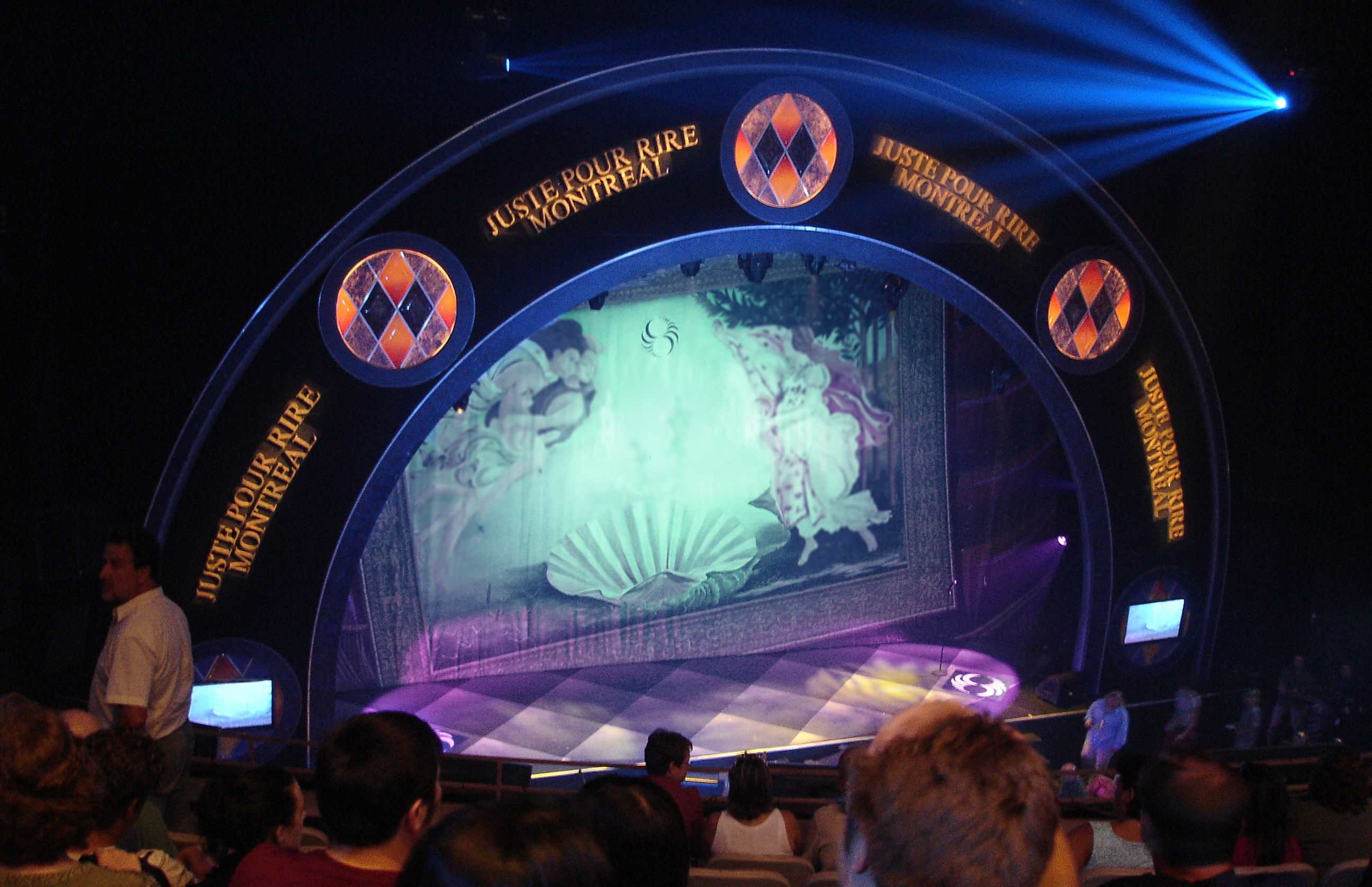
Dentro del teatro Saint-Denis, 2005 Festival Just for Laughs

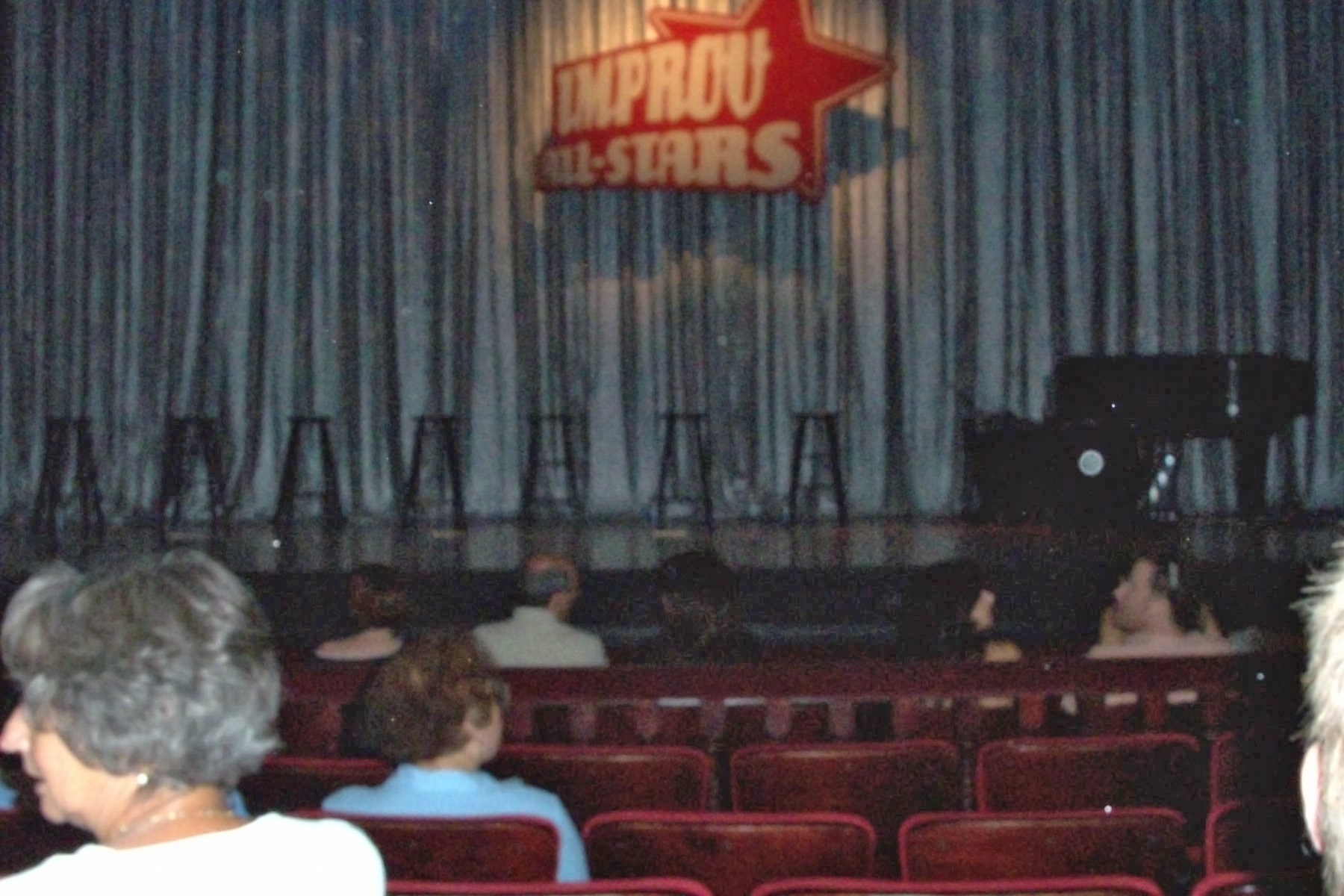
Etapa de improvisación de todas las estrellas,
Festival Just For Laughs 2003

Gilbert Rozon fundó Just for Laughs en 1983 como un evento de dos días en idioma francés. En 1985, Andy Nulman se unió al personal del festival y también presentó eventos en inglés; Bajo la dirección de Nulman, el festival aumentó a un mes completo, con artistas de habla francesa durante la primera mitad y hablantes de inglés en la segunda mitad. Los actos internacionales y no verbales (acróbatas, pantomimas, etc.) se encuentran dispersos por todo el programa. 
En 1999, Nulman dejó el empleo a tiempo completo del festival; sin embargo, dirigió sus principales espectáculos de gala en el teatro Saint-Denis cada mes de julio y permaneció en la junta directiva de la compañía matriz del festival. Después de una ausencia de 11 años, Nulman regresó a Just for Laughs en julio de 2010 como presidente de Festivales y Televisión.
Cada día, los artistas, "New Vaudevillians " y otros actos, tanto vocales como visuales, se presentan en toda la ciudad, particularmente en el " Barrio Latino ", un área conocida por sus teatros, cafés y tiendas boutique. Por las noches, los clubes nocturnos y los teatros en vivo ofrecen programas especiales de apoyo a los artistas. 
Aunque Just for Laughs atrae a espectadores de todo el mundo, muchos de los asistentes son buscadores de talentos, agentes de reservas, productores y gerentes de la industria del entretenimiento. Actuar en el festival es una de las mayores oportunidades para que los talentos no descubiertos muestren su actuación frente a los profesionales de la industria. 
El festival Just for Laughs también tiene el componente del festival de cine de comedia Comedia, que comenzó en 1996. Otorga premios por largometrajes y cortometrajes. 2005, Comedia proyectó 125 cortometrajes de todo el mundo, así como varios largometrajes. 
En febrero de 1994, el festival patrocinó un proyecto de astilla en Hollywood, Florida . Esa zona costera es un destino de invierno favorito para los quebequenses que se dirigen al sur de vacaciones en el clima más cálido. El evento, Juste Pour Rire — En Vacances (Just For Laughs — On Vacation), se llevó a cabo en el Young Circle Park, un lugar al aire libre con un entorno de parque urbano. 
En julio de 2007, Just For Laughs celebró su 25ª edición, lanzando un festival en Toronto, Ontario.En 2009, el festival de Chicago fue lanzado y transmitido por TBS .
En julio de 2016, Just For Laughs London se celebró en Russel Square .
El 1 de abril de 2019, Just for Laughs fue totalmente estilizada de 'Just for laughs'. 

### Venta
El 18 de octubre de 2017, el presidente y fundador del festival, Gilbert Rozon, renunció a su cargo debido a acusaciones de conducta sexual inapropiada. Rozon luego anunció que vendería el festival. Según una asociación con el conglomerado, Quebecor recibió el derecho de la primera negativa a contrarrestar las ofertas de la competencia. La compañía, sin embargo, declinó. El 21 de marzo de 2018, se anunció que el festival sería adquirido por una asociación entre la agencia de talentos con sede en EE. UU. ICM Partners y el comediante de Ontario Howie Mandel . En el anuncio de la compra, se afirmó que Just for Laughs permanecería con sede en Montreal (con Mandel considerando que el evento era un componente clave de la cultura local), y que no habría cambios en su gestión u operaciones. También se afirmó que la asociación buscaba otros socios locales. Posteriormente, Quebecor anunció que se convertiría en un "socio fundador" de Le Grand Montréal Comédie Fest, un evento competitivo que estaba siendo establecido por un grupo de comediantes de Quebec como competidor a raíz del escándalo de Rozon.
En mayo de 2018, La Presse informó que la asociación planeaba vender una participación del 51% de Just for Laughs a Bell Canada y Evenko, de modo que el evento seguiría siendo propiedad mayoritaria de los intereses canadienses (y, por lo tanto, seguiría siendo elegible para créditos fiscales del gobierno). El 7 de junio de 2018, Just for Laughs confirmó que Bell Media y Groupe CH habían adquirido participaciones en el festival.

## Programas de televisión
Las grabaciones de las actuaciones del festival se han presentado en los programas de televisión y especiales de la marca Just for Laughs, que se han emitido en canales como CBC Television, The Comedy Network (incluida la serie original Just for Laughs ), así como una nueva serie que se estrenó en 2012, Just for Laughs: All Access ) y TVA . 
El festival también ha prestado su nombre a una serie de comedia de cámara oculta, Just for Laughs: Gags, que también ha sido transmitida por varios canales canadienses y se ha vendido internacionalmente.
En España, el programa Just for Laughs Gags se ha emitido en la mayoría de canales de la FORTA: a partir de 2006, en IB3, TV3, Aragón TV, CMT (donde aún se emite), ETB1, ETB2, ETB4, Telemadrid y TV Canaria.
Entre 2004 y 2010, Canal Nou lo emitió bajo el nombre Tot per Riure, con cabecera en valenciano.